# Procrastination (roman)
Pour l’article homonyme, voir Procrastination.
Procrastination (titre original : Thief of Time) est le vingt-septième livre des Annales du Disque-monde, saga écrite par Terry Pratchett. Paru originellement en anglais en 2001, il a été publié en France en septembre 2005 chez L'Atalante dans la traduction de Patrick Couton.

## Résumé
Dans une lointaine vallée, près du moyeu du disque monde, les moines de l’histoire (dont Lou Tsé et son apprenti Lobsang) surveillent le déroulement du temps et le régulent si besoin est. Ils participent au bon déroulement de l'histoire en prélevant du temps là où il n'y en a pas besoin pour le replacer ailleurs où il manque, le tout au moyen d'innombrables appareils appelés Procrastinateurs (semblables à des tambours à prières classiques).
Jérémie Lhorloge, maître horloger d'Ankh-Morpork, a pour commande de construire une horloge de verre, si parfaite qu’elle pourrait mesurer l'écoulement du temps originel de l'Univers et même d'emprisonner le temps (qui en passant est une fille). Les Contrôleurs de la Réalité, formes impersonnelles de non-vie que la vie et son irrationalité insupportent au plus haut point vont-ils réussir à imposer leur vision des faits, pour ne pas dire... l'Apocalypse ?
Mais qui dit Apocalypse dit aussi chevauchée des Cinq cavaliers. En même temps que la petite-fille de la Mort enquête de son côté, le Faucheur se prépare donc à inviter les quatre autres Cavaliers pour le baroud d'honneur traditionnel qui s'oblige à toute fin du monde...